# Liên đoàn Khoa học đất Quốc tế
Liên đoàn Khoa học đất Quốc tế hay Liên đoàn Quốc tế về Khoa học đất, viết tắt theo tiếng Anh là IUSS (International Union of Soil Sciences) là một tổ chức phi chính phủ - phi lợi nhuận quốc tế hoạt động trong lĩnh vực nghiên cứu khoa học đất và ứng dụng của nó.
IUSS thành lập năm 1924 với tên gọi Hiệp hội Khoa học đất Quốc tế (ISSS - International Society of Soil Science), năm 1998 đổi sang tên gọi hiện nay.
IUSS là thành viên liên hiệp khoa học của Hội đồng Khoa học Quốc tế (ISC) , và của Hội đồng Quốc tế về Khoa học (ICSU) trước đây từ năm 1993.,
IUSS hiện có 86 thành viên quốc gia và vùng lãnh thổ, với khoảng 55.000 nhà khoa học trên khắp thế giới, và thành viên cá nhân ở khoảng 57 quốc gia nữa.

## Hoạt động
IUSS có mục đích là thúc đẩy tất cả các ngành khoa học đất và ứng dụng của nó, thúc đẩy kết nối giữa các nhà khoa học và những người tham gia vào việc nghiên cứu và ứng dụng khoa học đất; thúc đẩy nghiên cứu khoa học và đẩy mạnh việc áp dụng các nghiên cứu vì lợi ích của nhân loại.
IUSS hợp tác với Hội liên hiệp Địa lý Quốc tế IGU, Liên hiệp Khoa học Địa chất Quốc tế IUGS, Liên đoàn Quốc tế về Hoá học Thuần túy và Ứng dụng IUPAC, Liên hiệp Khoa học Sinh học Quốc tế IUBS, Liên hiệp Hội Vi sinh học Quốc tế IUMS, và với nhiều cơ quan liên ngành của Hội đồng Khoa học Quốc tế ISC và các sáng kiến chung, chẳng hạn như Ủy ban Dữ liệu Khoa học và Công nghệ CODATA, Ủy ban Nghiên cứu Vũ trụ COSPAR, Chương trình Địa quyển-Sinh quyển Quốc tế (IGBP) và Ủy ban Khoa học về Vấn đề Môi trường (SCOPE).

## Các đại hội và chủ tịch
IUSS tổ chức Hội nghị Thế giới về Khoa học đất (WCSS, World Congress of Soil Science) bốn năm một lần. Các ủy ban thực hiện điều hành giữa các kỳ đại hội..
| Nr       | Năm  | Địa điểm                   | Chủ tịch | Chủ tịch        | Chủ tịch |
| -------- | ---- | -------------------------- | -------- | --------------- | -------- |
| WCSS 21. | 2018 | Brasil                     | 2018     | Takashi Kosaki  |          |
| WCSS 20. | 2014 | Jeju-do Island             | 2014     | Rainer Horn     |          |
| WCSS 19. | 2010 | Brisbane, Queensland       | 2010     | J.E. Yang       |          |
| WCSS 18. | 2006 | Philadelphia, Pennsylvania | 2006     | R.S. Swift      |          |
| WCSS 17. | 2002 | Bangkok                    | 2002     | D.L. Sparks     |          |
| WCSS 16. | 1998 | Montpellier                | 1998     | S. Theerawong   |          |
| WCSS 15. | 1994 | Acapulco                   | 1994     | A. Ruellan      |          |
| WCSS 14. | 1990 | Kyoto                      | 1990     | A.A. Santelises |          |
| WCSS 13. | 1986 | Hamburg                    | 1986     | A. Tanaka       |          |
| WCSS 12. | 1982 | New Delhi                  | 1982     | K.H. Hartge     |          |
| WCSS 11. | 1978 | Alberta                    | 1978     | J.S. Kanwar     |          |
| WCSS 10. | 1974 | Moskva                     | 1974     | C.F. Bentley    |          |
| WCSS 9.  | 1968 | Adelaide                   | 1968     | V.A. Kovda      |          |
| WCSS 8.  | 1964 | Bucharest                  | 1964     | E.G. Hallsworth |          |
| WCSS 7.  | 1960 | Madison, Wisconsin         | 1960     | N.C. Cernescu   |          |
| WCSS 6.  | 1956 | Paris                      | 1956     | R. Bradfield    |          |
| WCSS 5.  | 1954 | Kinshasa (Leopoldville)    | 1954     | A. Oudin        |          |
| WCSS 4.  | 1950 | Amsterdam                  | 1950     | R. Tavernier    |          |
|          | x    |                            | 1950     | C.H. Edelman    |          |
| WCSS 3.  | 1935 | Oxford                     |          |                 |          |
| WCSS 2.  | 1930 | Leningrad                  | 1930     | J. Russell      |          |
| WCSS 1.  | 1927 | Washington DC              | 1927     | K. Gedroiz      |          |
| TL.      | 1924 |                            | 1924     | J.G. Lipman     |          |

## Hoạt động thế giới về Đất
Các Ngày lễ quốc tế về đất:
Ngày Đất Thế giới (World Soil Day) là ngày 5 tháng Mười Hai được Liên Hợp Quốc chọn trong Nghị quyết A/RES/68/232 là ngày lễ quốc tế, nhằm nâng cao nhận thức về của thế giới về vai trò của đất. Mỗi năm ngày Đất Thế giới có một chủ đề xác định .
Năm Đất quốc tế (International Year of Soils) là năm 2015 , được tổ chức FAO chọn và được Liên Hợp Quốc thông qua. IUSS là tổ chức liên kết hữu trách trong việc tổ chức sự kiện..
Thập niên Đất quốc tế (International Decade of Soils) được IUSS chọn là thấp niên 2015-2024 .